# Обрушение здания в Саваре
Обрушение восьмиэтажного здания в городе Савар (округ Дакка, область Дакка, Бангладеш) произошло 24 апреля 2013 года в 08:45 по местному времени. Поиски тел прекращены 13 мая, в результате катастрофы погибшими числятся 1134 человека, ранены около 2500 человек. Из-под завала спасены около 2500 человек. Десятки извлечённых неопознанных тел были похоронены в общих могилах без идентификации личностей.
Катастрофа стала крупнейшим по количеству жертв обрушением здания в современной истории (за исключением обрушения Всемирного торгового центра в результате терактов 11 сентября 2001 года).

## Обрушение
Здание, имевшее собственное имя Рана-Плаза, насчитывало восемь этажей (по заявлению главы Пожарной службы и гражданской обороны Бангладеш Ахмеда Али верхние четыре этажа были надстроены незаконно) и принадлежало Сохелу Ране, одному из лидеров политической партии Авами Лиг. В здании располагались несколько предприятий по пошиву одежды (работали круглосуточно), магазины и банк, в общей сложности там работали около пяти тысяч человек.
Накануне происшествия, 23 апреля, на фасаде здания были обнаружены крупные трещины, и было приказано эвакуировать из него людей и закрыть все находящиеся в здании учреждения. Приказу подчинились банк и почти все магазины Рана-Плазы, находящиеся на нижних этажах, в то время как одёжные предприятия продолжили работу.
На следующий день в утренний час пик произошло обрушение здания, уцелел только первый этаж. По заявлению президента Ассоциации производителей и экспортеров одежды Бангладеш в этот момент в здании находилось 3122 рабочих. Среди погибших, которых по окончании поисковых работ насчитывалось 1127 человек, много работниц и их детей.

## После обрушения

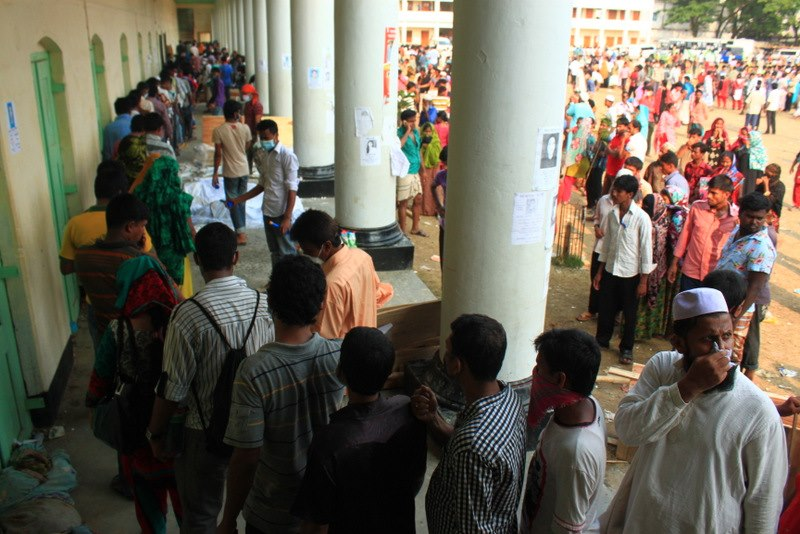
Опознание тел

Уже спустя 3-4 часа после обрушения помощь в поиске выживших и разборе завалов предложила ООН, но правительство Бангладеш отказалось.
25 апреля против владельца здания Сохела Рани и владельцев пяти одёжных производств, находившихся внутри, было возбуждено уголовное дело. В этот день в Бангладеш был объявлен национальный траур.
26 апреля премьер-министр Бангладеш Шейх Хасина подписала ордер на арест Рани и четырёх владельцев одёжных производств. Двое из них были арестованы уже спустя несколько часов, сам Рани скрывался от правосудия, но 28 апреля был арестован в Бенаполе на границе с Индией.
26 апреля рабочие одёжных производств промышленной зоны Дакки устроили беспорядки, ими было уничтожено не менее 150 автомобилей и семь цехов по пошиву одежды; 27 апреля беспорядки продолжились. Десять протестующих было ранено, около двух с половиной десятков задержаны полицией.
28 апреля на месте обрушения по вине спасателей вспыхнул пожар, заставивший приостановить поиски тел и выживших. Трое спасателей в результате пожара были ранены.
7 мая сотни выживших в катастрофе перекрыли местное шоссе, требуя повышения заработной платы (у них она составляла 38 евро в месяц) и выплаты компенсаций. Их требования были удовлетворены.
8 мая 16 одёжных производств в Дакке и 2 в соседнем Читтагоне были закрыты — министр текстильной промышленности Бангладеш заявил журналистам, что это первый шаг к принятию новых строгих мер безопасности на производствах.
10 мая, спустя 17 дней после катастрофы, под завалами была обнаружена живая и почти не раненая женщина.
13 мая объявлено об окончании поисково-спасательных работ.